# Tacoma Corona
Tacoma Corona est une corona, formation géologique en forme de couronne, située sur la planète Vénus par -37° S et 288° E. Elle est localisée dans le quadrangle de Themis Regio. Elle a été nommée en référence à Tacoma, déesse de la Terre pour les indiens Salish, Puyallup et Yakama. 

## Géographie et géologie
Tacoma Corona couvre une surface circulaire d'environ 500 km de diamètre. Cette formation fait partie des 34 coronae de plus de 500 km de diamètre sur la surface de Vénus.